# Sundeveds kommun
Sundeveds kommun (danska: Sundeved Kommune) var en kommun i dåvarande Sønderjyllands amt i sydvästra Danmark. Kommunen omfattade ett område på halvön Sundeved (därav namnet), nordväst om staden Sønderborg och hade 5 298 invånare (2005). Tätorten Ullerup utgjorde kommunens centralort.

## Administrativ historik
Sundeveds kommun bildades inför kommunreformen 1970 genom en frivillig sammanslagning av de tre landskommunerna Nybøl, Sottrup och Ullerup. I samband med kommunreformen tillfördes även en mindre del av Dybbøls landskommun, samtidigt som en del av Sundeveds kommun fördes till Sønderborgs kommun.
Den 1 januari 2007, som en del av kommunreformen 2007, gick Sundeveds kommun, tillsammans med kommunerna Augustenborg, Broager, Gråsten, Nordborg och Sydals, upp i Sønderborgs kommun.

## Socknar
Inom Danska folkkyrkan var dåvarande Sundeveds kommun indelad i tre socknar:
- Nybøls socken
- Sottrups socken
- Ullerups socken

Socknarna ingår i Sønderborgs prosteri i Haderslevs stift.

## Borgmästare
- Christian H. Møller, 1 april 1970–1990[3]
- Ruth Jørgensen, 1990–31 december 2001[3]
- John Solkær Pedersen, 1 januari 2002–31 december 2006[3]

Denna lista hämtas från Wikidata. Informationen kan ändras där.